# Pays « Entre Cluny et Tournus »
 (juin 2025).
Motif : Un Pays d'art et d'histoire n'est pas automatiquement admissible.
- Archive Wikiwix
- Bing
- Cairn
- DuckDuckGo
- E. Universalis
- Gallica
- Google
- G. Books
- G. News
- G. Scholar
- Persée
- Qwant
- (zh) Baidu
- (ru) Yandex
- (wd) trouver des œuvres sur Wikidata

| 1. | Préciser le motif de la pose du bandeau. | Précisez le motif de la pose du bandeau en utilisant la syntaxe suivante : {{admissibilité à vérifier\|date=août 2025\|motif=remplacez ce texte par le motif}}                                       |
| 2. | Informer les utilisateurs concernés.     | Pensez à avertir le créateur de l'article, par exemple, en insérant le code ci-dessous sur sa page de discussion : {{subst:avertissement admissibilité à vérifier\|Pays « Entre Cluny et Tournus »}} |

 (juin 2025).
Si vous disposez d'ouvrages ou d'articles de référence ou si vous connaissez des sites web de qualité traitant du thème abordé ici, merci de compléter l'article en donnant les références utiles à sa vérifiabilité et en les liant à la section « Notes et références ».
Le Pays « Entre Cluny et Tournus » est un pays d'art et d'histoire situé dans le département de Saône-et-Loire, et plus particulièrement dans l'arrondissement de Mâcon. Il a été créé en 2010.

## Historique
Ce pays d'art et d'histoire (PAH) a été labellisé en septembre 2010 par le ministère de la Culture.
Ce fut l'aboutissement d'un travail de fond conduit en collaboration par le service des sites et de l'inventaire du conseil départemental de Saône-et-Loire, le Conseil Architecture Urbanisme et Environnement Saône-et-Loire (CAUE 71), plusieurs élèves de l'École nationale supérieure des arts et métiers de Cluny et d'une agence dénommée Art et conseil.
En 2019, le Conseil national des villes et pays d'art et d'histoire a décidé de renouveler la convention passée une dizaine d'années plus tôt avec ce territoire labellisé. 

## Géographie
Initialement, le territoire du pays d'art et d'histoire était celui des quatre communautés de communes (dénommées « Clunisois », « Mâconnais-Val-de-Saône », « Entre Grosne et Guye » et « Tournugeois ») qui s'étaient associées dans la mise en œuvre du projet de PAH :
- Cluny (et les communes du Clunisois) ;
- Lugny (et les communes du Haut-Mâconnais) ;
- Saint-Gengoux-le-National et les communes de la communauté de communes « Entre Grosne et Guye » ;
- Tournus (et les communes du Tournugeois).

Quinze ans plus tard, le territoire du PAH s'étend sur 80 localités appartenant aux quatre communautés de communes suivantes : 
- la communauté de communes du Clunisois (siège à Cluny) ;
- la communauté de communes Mâconnais-Tournugeois (siège à Tournus, résultant de la fusion des communautés de Tournus et de Lugny) ;
- la communauté de communes Sud Côte Chalonnaise (siège à Buxy) ;
- la communauté de communes Entre Saône et Grosne (siège à Sennecey-le-Grand).

## Administration
Le pays d'art et d'histoire a son siège à Tournus, dans les locaux de l'hôtel-Dieu.
Il a pour président Pierre-Michel Delpeuch, par ailleurs maire de La Chapelle-sous-Brancion depuis avril 2012.

## Publications

### Collections
Le pays d'art et d'histoire édite régulièrement des publications portant sur le patrimoine de son territoire, dans trois collections différentes :
- Focus, pour découvrir un thème général ;
- Découverte, pour apprécier une déclinaison locale des thèmes abordés par la collection Focus ;
- Parcours, pour découvrir un village ou traiter d'un circuit.

#### Focus
Dans la collection Focus ont été éditées, successivement, les publications suivantes : 
- « Monuments aux morts de la Première Guerre mondiale » ;
- « Au fil des ponts » (2018) ;
- « Au fil des vitraux » (2022) ;
- « Au fil du patrimoine des sapeurs-pompiers » (2024).

#### Découverte
Dans la collection Découverte est paru fin 2024 un fascicule intitulé « Une compagnie de sapeurs-pompiers d'un siècle à l'autre : Lugny (1863-1914) », résultant de recherches menées par Frédéric Lafarge (28 pages).

#### Parcours
Dans la collection Parcours ont été édités :
- des publications portant sur les communes d'Azé (2023), Bissy-sur-Fley (2024), Blanot (2020), Bonnay (2021), Chapaize (2020) et Château ;
- trois livrets intitulés « Laissez-vous conter le village de Montbellet », « Laissez-vous conter le village de Salornay-sur-Guye et la vallée de la Gande » et « Les chemins du roman entre Cluny et Tournus » (2025) ;
- deux dépliants intitulés « Tableaux d'églises » (2025) et « Vitraux d'églises » (2022).

### Livre
En 2020, le pays d'art et d'histoire a publié « Raconter », titre du tome 2 de la collection « Les Essentiels du Pays d’Art et d’Histoire Entre Cluny et Tournus »  (ISBN 978-2-9558953-4-4). Publié sous la forme d'un leporello (ou livre accordéon) de 100 pages (10 mètres une fois déplié), cet ouvrage comporte sur une face quatre frises historiques consacrées à Cluny, Lugny, Saint-Gengoux-le-National et Tournus (Cluny, rayonnement dans l'Europe de l'an mil, Lugny, capitale de la vigne en Haut-Mâconnais, Saint-Gengoux-le-National, cité médiévale au sud de la Côte chalonnaise et Tournus, abbaye millénaire en rive de Saône) et, sur l'autre face, sept chapitres donnant « les clés de compréhension des patrimoines caractéristiques des grandes époques de ce territoire ».

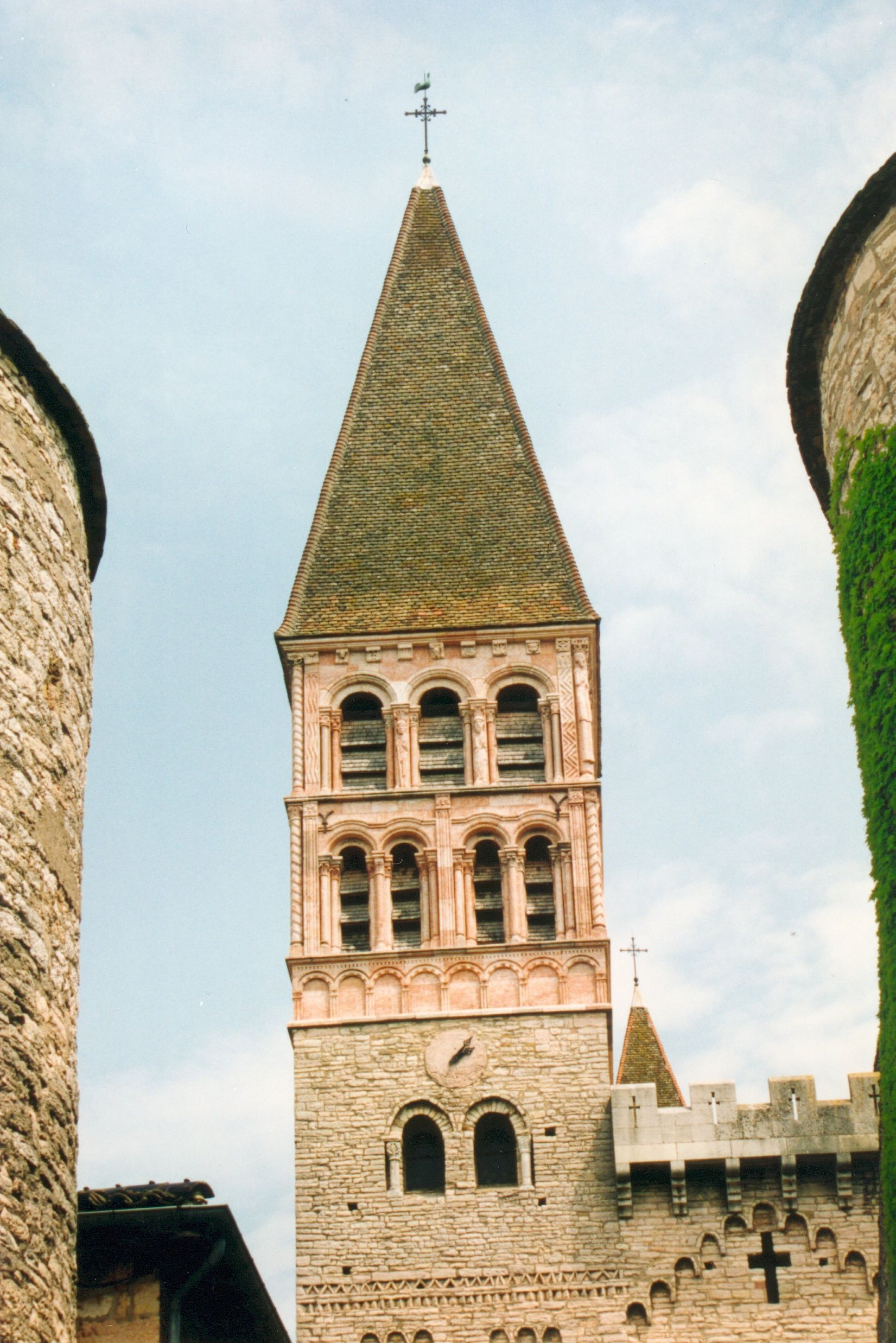
L'une des tours surplombant le narthex de l'abbatiale Saint-Philibert de Tournus.
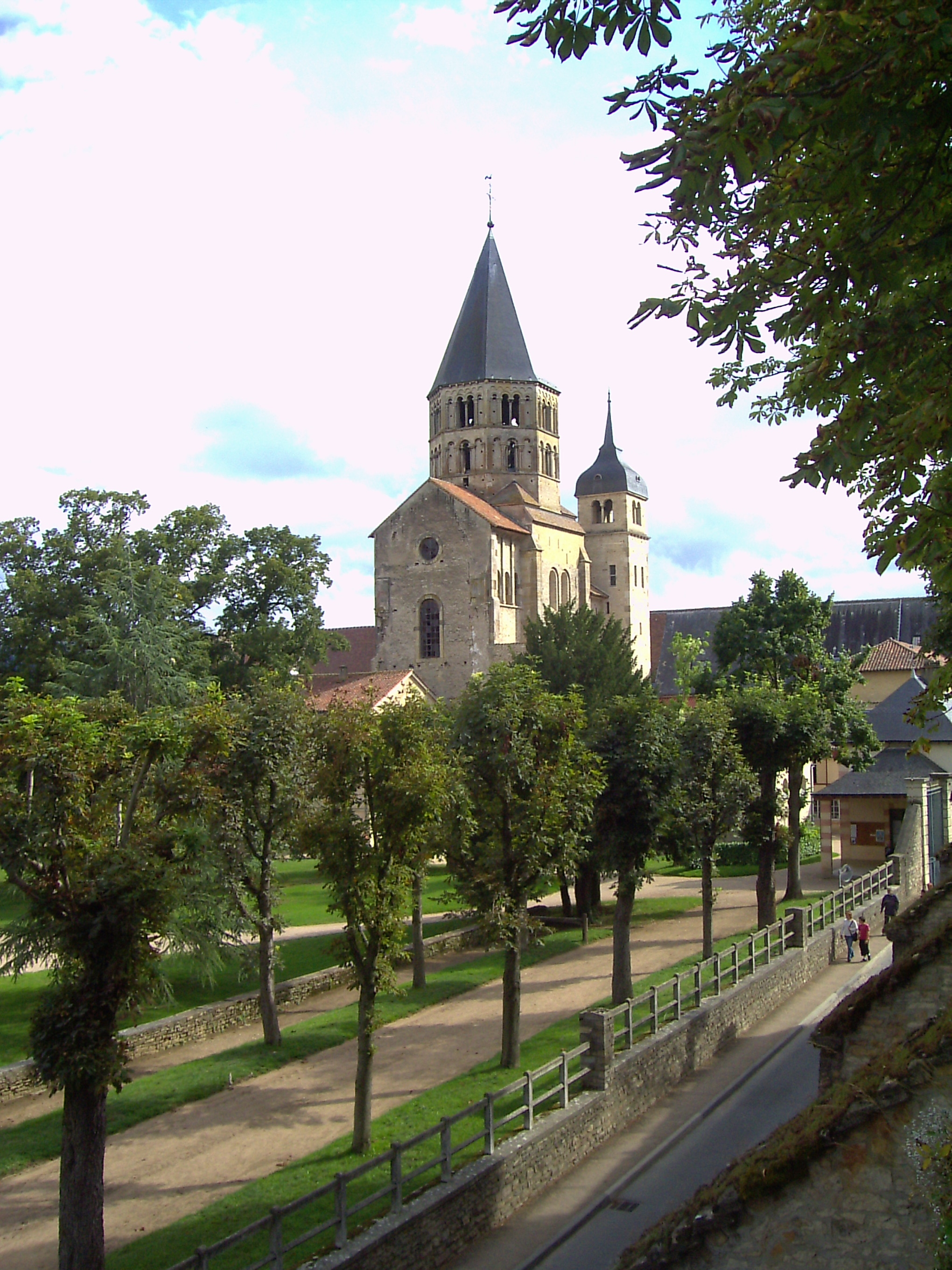
Le clocher dit « de l'Eau bénite », seul clocher subsistant de l'abbatiale Saint-Pierre-et-Saint-Paul de Cluny.
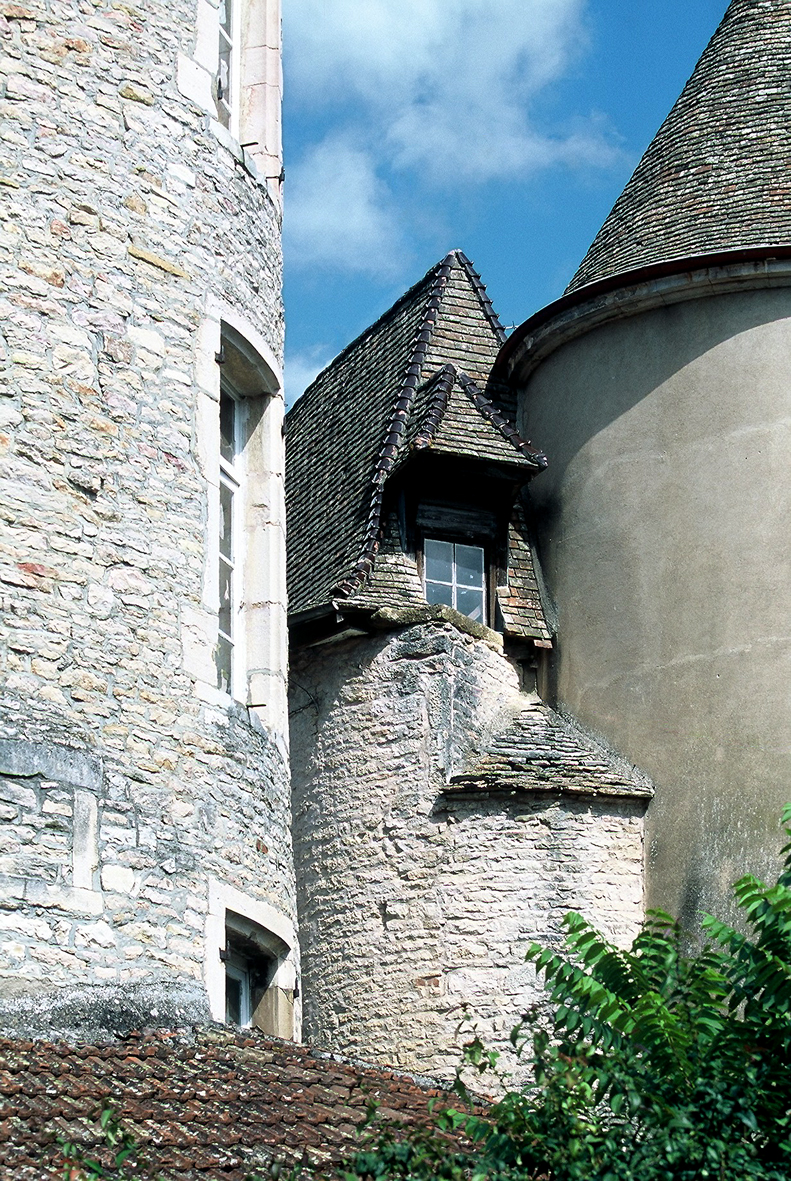
Détail des tours rondes d'entrée du château de Lugny, incendié en juillet 1789.
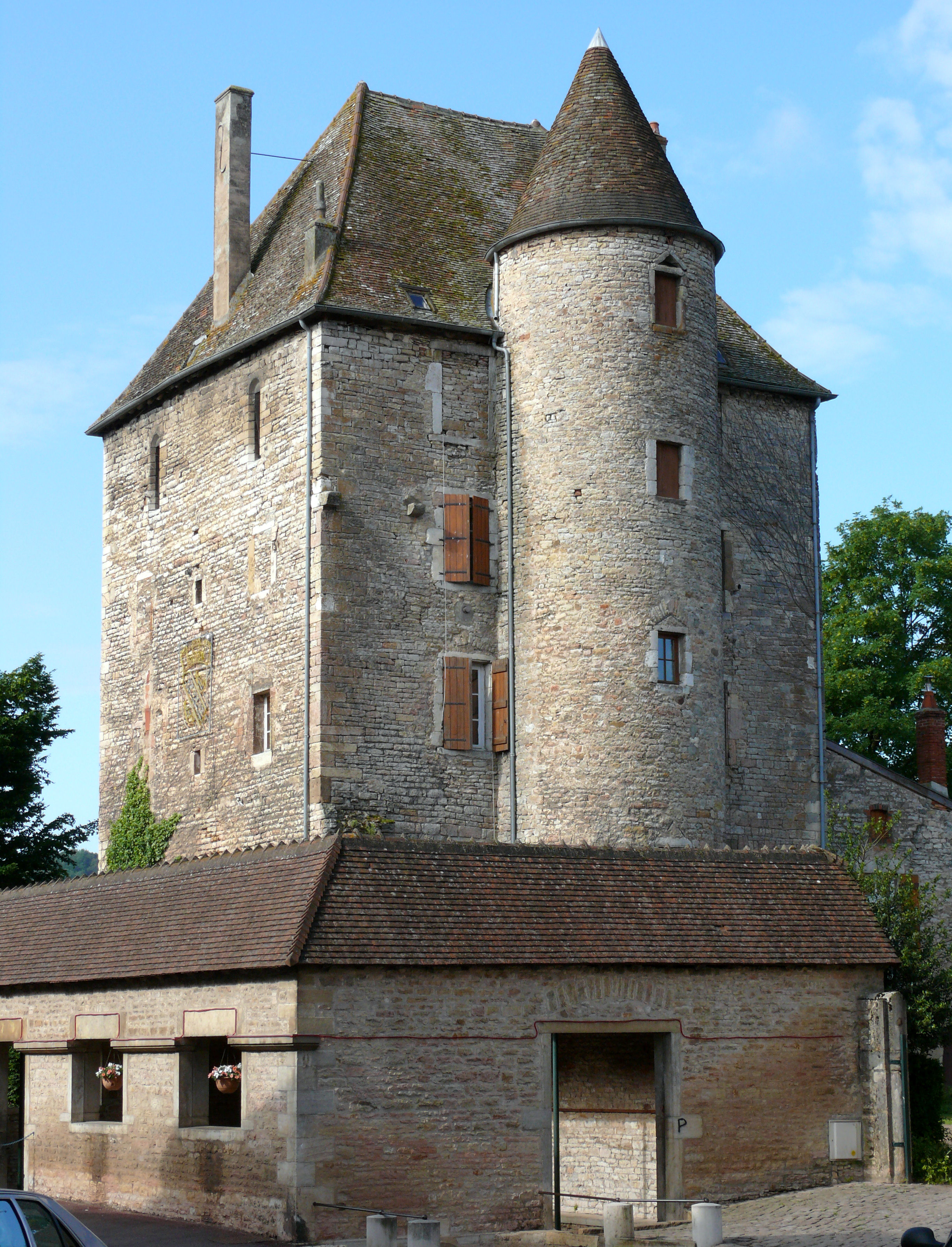
L'ancien donjon et le lavoir à compluvium de Saint-Gengoux-le-National.